# استان برات
استان بِرات (به آلبانیایی: Rrethi i Beratit) نام یکی از استان‌های سی‌وشش‌گانه کشور آلبانی است.